# Aéroport de Grande Prairie
L'aéroport de Grande Prairie est un aéroport situé en Alberta, au Canada. Il s'agit d'un des aéroports régionaux les plus importants du Canada, avec des vols réguliers vers Calgary et Edmonton.

## Compagnies aériennes et destinations
| Compagnies         | Destinations      |
| ------------------ | ----------------- |
| Air Canada Express | Calgary           |
| WestJet Encore     | Calgary, Edmonton |

Édité le 27/04/2025